# پاول ملینکوف
پاول ملینکوف (روسی: Павел Владимирович Мельников؛ زادهٔ ۸ اوت ۱۹۶۹) قایقران روئینگ اهل روسیه است.